# لارليزيان
لارليزيان L'Arlésienne (أو بورتريه مدام جينو) هو اسم يطلق على ست لوحات للرسام الهولندي فنسنت فان غوخ، رسمها في مدينة آرل جنوب فرنسا في نوفمبر 1888. والاسم لارليزيان معناه في الفرنسية «المرأة من أرل».
واللوحة الأصلية رسمها فان غوخ وتم نسخها أربعة نسخ على يد الرسام غوغان بخلفيات مختلفة. واللوحة الأصلية موجودة حالياً في متحف أورسيه ديفوار في باريس. ورسمها فان غوخ مرة أخرى وهذه اللوحة موجودة في متحف المتربوليتان للفنون في نيويورك.
وفي عام 2006 بيعت اللوحة ذات خلفية الزهور في مزاد علني في كريستيز بمبلغ 40 مليون دولار.